# Kuomintang de Nankín
El Kuomintang de Nankín (en chino tradicional, 南京國民黨; en chino simplificado, 南京国民党; pinyin, Nánjīng Guómíndǎng), o ampliamente conocido como el Kuomintang de Wang (en chino tradicional, 汪偽國民黨; en chino simplificado, 汪伪国民党; pinyin, Wāngwěi Guómíndǎng) o Kuomintang sublevado (en chino tradicional, 造反國民黨; en chino simplificado, 造反国民党; pinyin, Zàofǎn Guómíndǎng), todavía conocido oficialmente como Kuomintang (en chino tradicional, 國民黨; en chino simplificado, 国民党; pinyin, Guómíndǎng); fue una escisión del Kuomintang (Partido Nacionalista Chino) por los colaboracionistas chinos durante la segunda guerra sino-japonesa. El propósito de Wang Jingwei al establecer esta organización era competir y distinguirse del Kuomintang dirigido por Chiang Kai-shek en Chongqing. Era el único partido gobernante del Gobierno nacionalista de Nankín, y el órgano supremo era el Comité Político Central.

## Historia

### Establecimiento

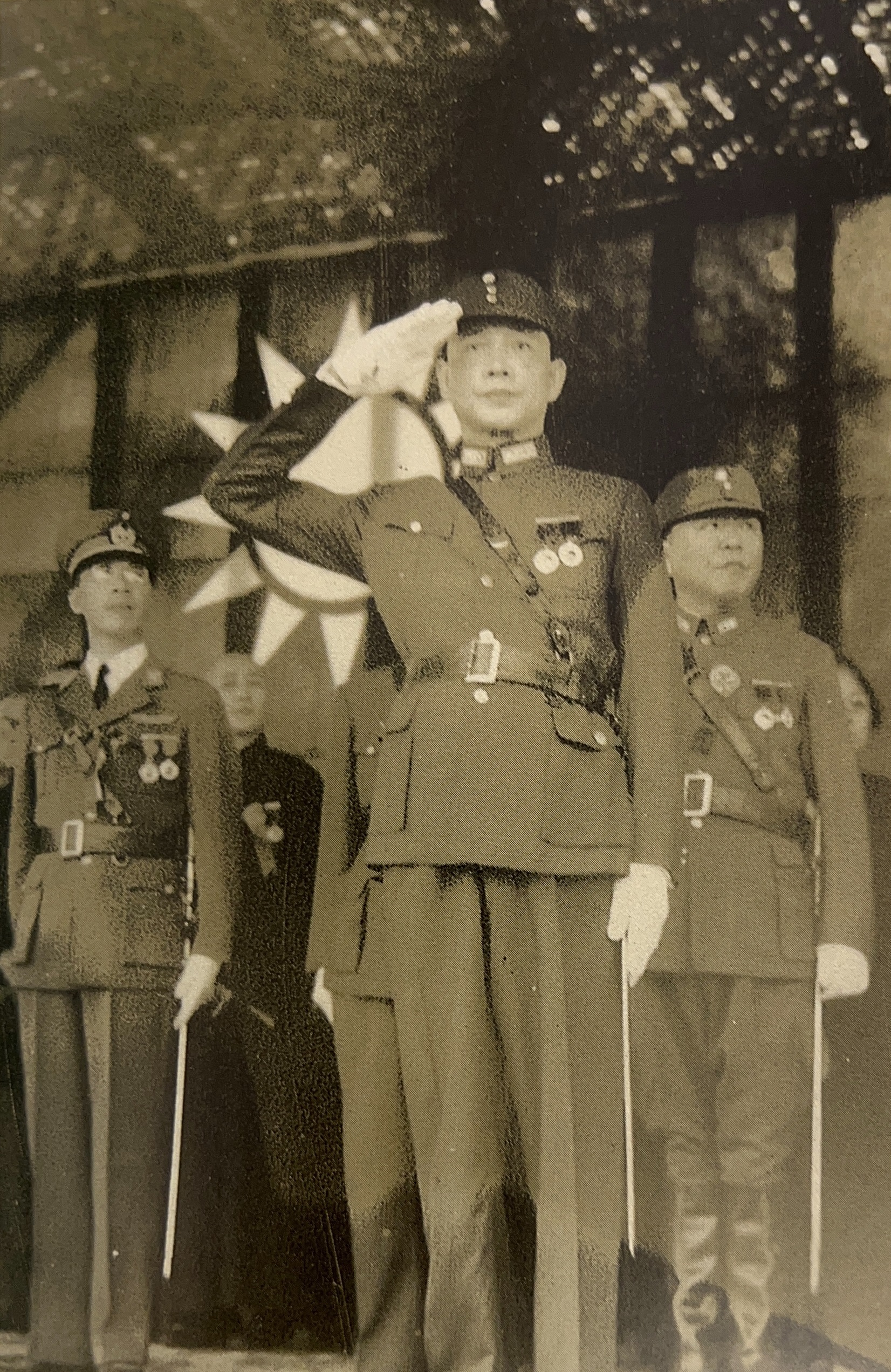
Wang Jingwei con su uniforme militar, la bandera del Kuomintang se puede ver al fondo.

Del 28 al 30 de agosto de 1939, Wang Jingwei convocó en secreto el VI Congreso Nacional del KMT en la ciudad de Shanghái. Wang Jingwei se nombró a sí mismo y se desempeñó como presidente temporal de la conferencia y presentó un informe político sobre la situación del país con respecto a la segunda guerra sino-japonesa. Luego, la Asamblea General aprobó la "Resolución sobre la reorganización de los asuntos del partido" y dos mociones temporales, determinó que todas las resoluciones y órdenes del Kuomintang bajo Chiang Kai-shek en Chongqing eran completamente inválidas, y pronto eligió a Wang Jingwei como presidente del Comité Ejecutivo Central, de acuerdo con el propósito de "Construcción Pacífica de la Nación Anticomunista". Luego, el congreso aprobó la "Revisión de la plataforma política del Kuomintang chino", declaró una "decisión de política nacional básica anticomunista" y emitió un ajuste fundamental para reanudar las relaciones diplomáticas entre China y Japón.
El 30 de marzo de 1940, Wang Jingwei asistió a la "Ceremonia de retorno de la capital del gobierno nacional" y estableció un gobierno títere en Nankín, se nombró al Estado como "Gobierno nacional reorganizado de la República de China". Wang se desempeñó como presidente del Yuan Ejecutivo y presidente del Gobierno nacional (en chino: 行政院長兼國民政府主席). Emitió las "Diez Plataformas Políticas para la Construcción de una Nación Pacífica" que en ese momento, el Kuomintang era el único partido legal único en el poder en el régimen. Gobernó el país directamente bajo las órdenes de Wang Jingwei, esencialmente una dictadura de un solo partido. Participó nominalmente en la gestión del Comité de Asuntos Políticos del Norte de China y del Gobierno Autónomo Unido de Mengjiang.

### Liderazgo

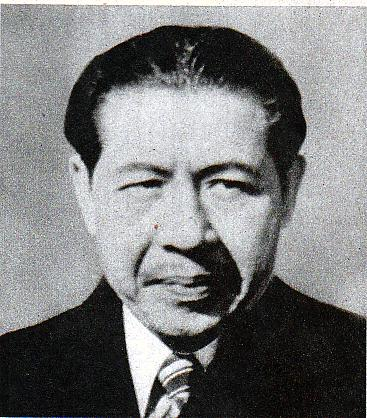
Chen Gongbo, el segundo presidente del Gobierno nacionalista de Nankín

Al comienzo de su establecimiento, el Kuomintang de Nankín todavía reconocía a Lin sen, quien fue designado por Chiang Kai-shek en Chongqing como presidente del Gobierno nacional. Sin embargo, Wang Jingwei se designó a sí mismo como presidente interino, sirviendo simultáneamente como director ejecutivo y presidente del Comité Permanente del Comité Ejecutivo Central.
El 10 de noviembre de 1944, Wang Jingwei murió en Nagoya. El 12 de noviembre, el Comité Político Central de Nankín celebró una reunión de emergencia y decidió que Chen Gongbo sería el presidente del comité ejecutivo, presidente interino del Gobierno nacional y presidente del comité militar. Chen asumió oficialmente el cargo el 20 de noviembre. Cuando asumió el cargo, Chen Gongbo declaró que se adherirá a la política establecida por Wang Jingwei y que no vacilaría sin importar cómo progresase la guerra o cuán urgente fuera la situación actual. Siguiendo a Chen Gongbo, Zhou Fohai se convirtió en alcalde de Shanghái en enero de 1945.

### Disolución
El 15 de agosto de 1945, Japón finalmente se rindió, y el 16 de agosto, a las 4 pm, Chen Gongbo y Zhou Fohai celebraron una reunión provisional del Comité Político Central en Nankín, anunciando la abolición del Gobierno nacional reorganizado y todas sus instituciones, incluido el partido.[cita requerida]